# کتاب‌شناسی داریوش مهرجویی
این مقاله سیاهه‌ای است از نوشته‌های داریوش مهرجویی (۱۷ آذر ۱۳۱۸ – ۲۲ مهر ۱۴۰۲)، فیلم‌ساز و نویسنده ایرانیِ قرن چهاردهم هجری خورشیدی.

## فیلم‌نامه
- اجاره‌نشین‌ها
- هامون
- پری
- سارا

## پژوهش
- روشنفکران رذل و مفتش بزرگ، مترجم: جمشید شیرازی، نشر هرمس،[۱] ۱۳۸۹

## رمان
- به خاطر یک فیلم بلند لعنتی، نشر قطره، ۱۳۸۸
- در خرابات مغان، نشر قطره، ۱۳۹۱
- آن رسید لعنتی، نشر به نگار،[۲] ۱۳۹۵
- سفر به سرزمین فرشتگان، نشر به نگار، ۱۳۹۵[۳]
- سفرنامه پاریس، عوج کلاب، نشر به نگار،[۴] ۱۳۹۵
- برزخ ژوری

## ترجمه
- بعد زیبایی‌شناختی، هربرت مارکوزه، انتشارات هرمس، ۱۳۷۹.
- جهان هولوگرافیک: نظریه‌ای برای توضیح توانایی‌های فراطبیعی ذهن و اسرار ناشناخته مغز و جسم، مایکل تالبوت، انتشارات هرمس، ۱۳۸۵.
- یونگ، خدایان و انسان مدرن، آنتونیو مورنو، نشر مرکز، ۱۳۷۶.
- غرب واقعی و طفل مدفون، سام شپارد، انتشارات هرمس، ۱۳۸۶.
- درس و آوازه‌خوان طاس، اوژن یونسکو، انتشارات هرمس، ۱۳۸۶.

## گفتگو
- مهرجویی، داریوش؛ − (آذر ۱۳۷۵). «امروز دوران چندگانگی و کثرت فرهنگی است». فیلم و سینما (۸ (پیاپی ۳۵)): ۴۰−۴۱.
- مهرجویی، داریوش؛ امیری، نوشابه؛ بهاری، مسعود؛ قاسمعلی، جابر (آبان ۱۳۷۶). «داریوش مهرجویی و جامعه پر تضاد ایران». گزارش فیلم (۹۷): ۱۲−۳۶.
- مهرجویی، داریوش؛ حقیقی، مانی (۱۳۹۲). مهرجویی: کارنامه‌ی چهل‌ساله. تهران: نشر مرکز. شابک ۹۷۸-۹۶۴-۲۱۳-۱۲۸-۰.
- «ما در جهانِ بحران‌زا زندگی می‌کنیم». شرق (۲۸۹۱). ۱۳۹۶.
- مهرجویی، داریوش (۱۳۹۸). «گفتگوی احمد طالبی‌نژاد، داریوش مهرجویی و اصغر فرهادی».  در طالبی‌نژاد، احمد. کتاب موج نو یا سینمای ایران چگونه دگرگون شد. تهران: نشر چشمه. ص. ۶۱-۹۰.
- گفتگویی با گونول دونمز-کالین، منتشرشده به انگلیسی در کتابِ Cinemas of the Other: A Personal Journey with Film-Makers from the Middle East and Central Asia (۲۰۰۶ میلادی)
- گفتگویی با شیوا رهبران، منتشرشده به ترجمهٔ انگلیسی در کتابِ Iranian Cinema Uncensored (۲۰۱۶ میلادی)

## سایر
- ۱۳۴۵–۱۳۴۴ - سردبیر مجلهٔ پارس‌ریو منتشر شده در لس آنجلس
- ۱۳۴۴ - بوف کور، رساله‌ای دربارهٔ رمان صادق هدایت به زبان انگلیسی
- ۱۳۴۶ - مقالهٔ مفتش بزرگ و روشن‌فکران رذل داستایوسکی

## برای مطالعهٔ بیشتر
- صائمی، رضا (۴ آبان ۱۴۰۲). «فیلم‌سازی که اهل قلم بود». هم‌میهن.